# 鋇星
鋇星是G至K型的巨星，它們的光譜 出現455.4nm的波長，顯示有過量的電離鋇元素，BaII。鋇星也顯示出碳的譜線特徵，這是CH、CN和C2等分子的譜線。最出辨識出和定義鋇星的是William Bidelman和菲利普·肯納 。

## 物理性質
徑向速度的觀察認為所有的鋇星都是双星。使用國際紫外線探測衛星 (IUE)在紫外線波段觀察到一些鋇星系統內有白矮星。
鋇星被認為是双星系統內質量轉移造成的結果，質量轉移發生在主序帶內目前觀察到的巨星上。他的伴星，施主星，是在漸近巨星分支 (AGB) 的碳星，並且在他的內部導致碳和S-過程元素。在施主星失去大量質量的AGB晚期，這些核融合的產品經對流混合送到表面，有些物質"污染"了施主星的表面。我們不能確定是在質量轉移之後多久的時間才觀察到這些系統，施主星已經長期演化变成了白矮星，而"被污染"的接收星演變成紅巨星 。
在它的演變期間，鋇星隨著時間增長和變冷，抵達光譜類型G或K型的極限。當這種情況發生時，通常原來的恆星光譜是M型，但S-過程使它的殘餘變更了組成，造成他的光譜被修改成另一種特殊的光譜類型。恆星表面的溫度在M型的範疇內，但S-過程產生的元素鋯 (Zr)會顯示出氧化鋯(ZrO)的分子譜線。當這種情況發生時，恆星將成為"外因"S恆星。
在歷史上，鋇星曾是一個難題，因為在標準恆星演化理論的G和K型巨星，距離綜合碳和S-過程元素並混合至表面仍很遙遠。聯星的發現很自然解決了這個難題，從能夠產生這些物質的伴星導入原料，讓它們產生了特異的光譜。質量傳遞的過程在天文學的時間尺度上是非常短暫的；質量傳遞的假設也預測主序星中也會有光譜特異的鋇星。至少已經知道有一顆這樣的恆星：HR 107。

## 著名鋇星
鋇星包括：摩羯座 ζ(燕)、HR774和HR4474。
CH星是第二星族星，有著相似的演變狀態、特殊的光譜、軌道狀態，被相信是更老的、缺乏金屬的，與鋇星類似。  